# ギリシャ正教会
ギリシャ正教会（ギリシャせいきょうかい）は、以下の三通りの意義に使われる、キリスト教の教派・教会組織を指す言葉。本項では下記1番の用例による、ギリシャ共和国に存在するギリシャ正教会について詳述する。
1. 1833年に東方正教会（ギリシャ正教）のコンスタンティノープル総主教庁から独立した、ギリシャ共和国にある独立正教会。
2. ギリシア語: Ελληνική Ορθόδοξη Εκκλησία、英語: Greek Orthodoxy：非カルケドン派正教会を除く正教会の全体を指す総称。ギリシア正教会の呼称が世界史教科書などで使われている[1]。
3. ロシア正教会・ブルガリア正教会といったスラヴ系の各正教会、および非ギリシャ人が主導する東方諸教会等への対義としての、コンスタンティノープル総主教庁などかつての五大総主教座を中心とするギリシャ人の正教会。

正教会は一カ国に一つの教会組織を具える事が原則だが（ギリシャ正教会以外の例としてはグルジア正教会、ロシア正教会、ルーマニア正教会、ブルガリア正教会、日本正教会など。もちろん例外もある）、これら各国ごとの正教会が異なる教義を信奉している訳では無く、同じ信仰を有している。
日本語としていずれも定着しているため上記2番、3番に挙げた用例も誤りとまでは言えない。だが後二者はギリシャ一国に限った教会ではないため厳密には「ギリシャ」を冠する必要はなく、誤解を招きやすい表現であると言える。

## 概要

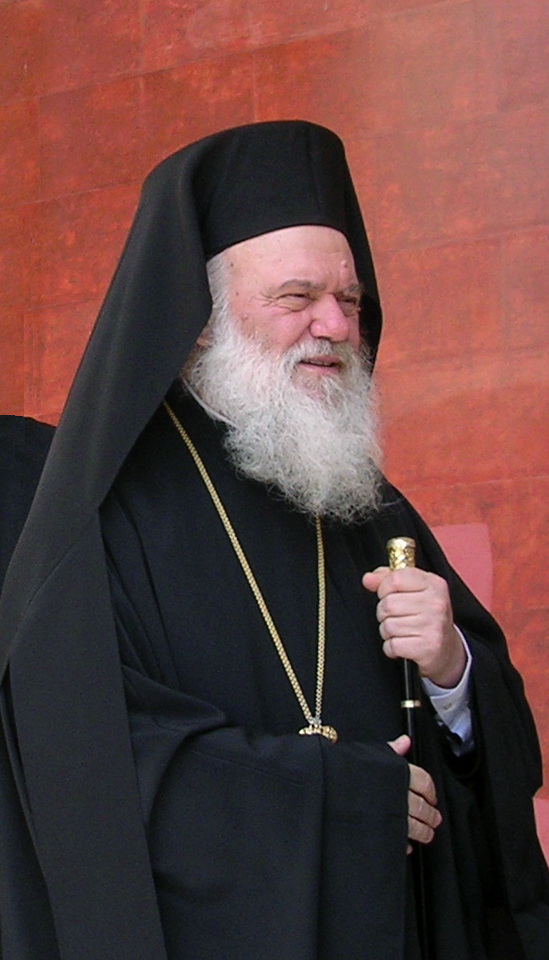
ギリシャ正教会の現首座主教：アテネ大主教イエロニモス2世（2008年2月16日に着座）。リヤサ（ラソ）を着用し、クロブークを被り、パナギアを胸に掛けている。

ギリシャ正教会（ギリシア語: Εκκλησία της Ελλάδος、英語: Church of Greece）は、正教会における独立正教会のひとつ。アテネに大主教座を置き、主としてギリシャ共和国の信徒を管轄する。

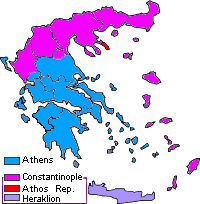
ギリシャの教会の管轄図

ただし、ギリシャ共和国領とは完全には一致せず、クレタ島およびアトス山はコンスタンティノープル総主教庁の管轄下にある。なお、第二次バルカン戦争後のブカレスト条約で獲得した領土も「精神的」にはコンスタンティノープル総主教庁の管轄であるが、実際にはギリシャ正教会（アテネ大主教）の管理下にある。またギリシャ国外のヨーロッパ、アメリカ合衆国などに移民を中心にして成立した教会の多くも、アテネ大主教の管轄下ではなくコンスタンティノープル総主教庁の庇護下にある。
ギリシャ正教会はコンスタンティノープル総主教庁の一教区ではなく、完全な独立正教会であることは、西方教会との関係や北ギリシャの教区の管轄問題等を巡って見解の差が発生するケースがある事にも示されている。また、コンスタンティノープル総主教は民族的にはギリシャ人であっても、トルコ国民である事がトルコ政府の求める要件とされており、ギリシャ正教会から直接にコンスタンティノープル総主教が選立される事は現在ではない（ただし過去にはメレティオス・メタクサキスのような例があった）。

## 歴史
ギリシャの正教会はローマ帝国時代以来の由緒をもつが、ギリシャ人の居住していたペロポネソス半島からアナトリア半島にかけての地域を管轄する教会は、東ローマ帝国の首都コンスタンティノポリス（のちのイスタンブール）に座すコンスタンティノープル総主教のもとにあり、中心地は現在のギリシャの領土内ではなかった。1453年にコンスタンティノープルはイスラム教徒のオスマン帝国の支配下に入り、前後してギリシャ人を含む正教徒の居住地域の多くがオスマン帝国領になったため、オスマン帝国はコンスタンティノープル総主教を保護して国内の正教徒を統制する政策をとった。
しかし、19世紀初頭にギリシャ人の民族意識が高まると、1821年にオスマン帝国の意を受けたコンスタンティノープル総主教の慰撫を振り切る形で現在のギリシャの地で民族蜂起が起こり、ギリシャは王国として1830年にオスマン帝国から独立を果たした。これにともない、新生ギリシャ王国内の正教会は、アテネ大主教を首座として、旧宗主国オスマン帝国の影響下にあるコンスタンティノープル総主教からの教会独立を宣言、1850年に至ってコンスタンティノープル総主教の承認を受け、相互に独立を承認した教会の関係になった。ただし、ギリシャ正教会の首座主教は総主教ではなくアテネ大主教のままである。

## 指導者の現況
2008年1月28日に、首座主教であるアテネ大主教フリストドゥロスが肝臓ガンで永眠した。69歳。
後任のアテネ大主教としてイエロニモス2世が選立され、2008年2月16日に着座した。

## ギャラリー

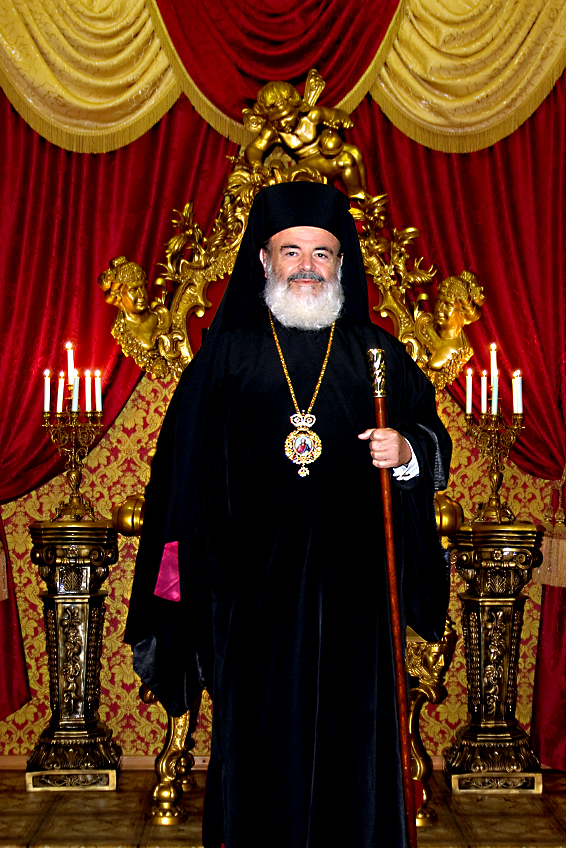
前職のアテネ大主教フリストドゥロス(2008年1月28日永眠)
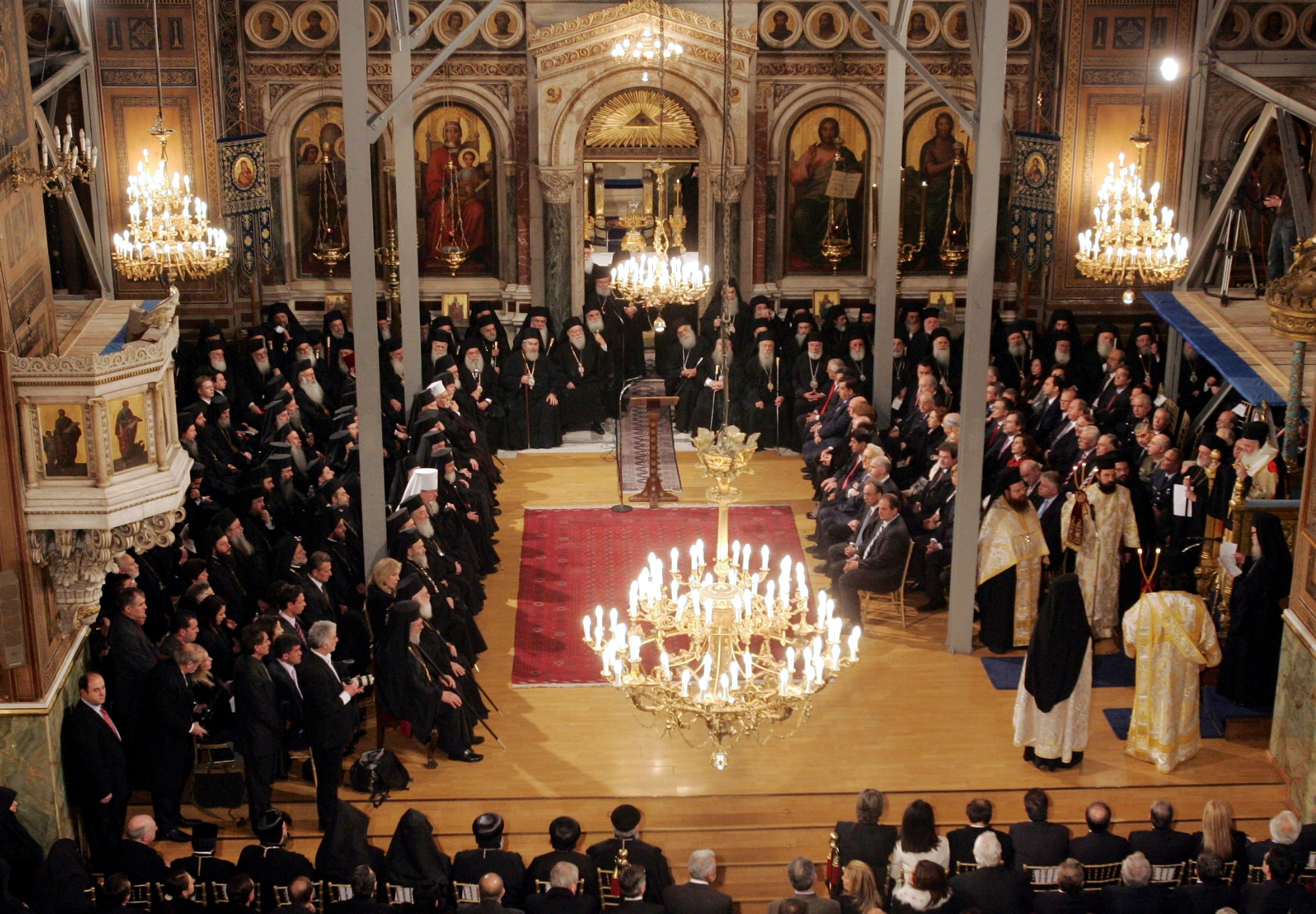
イエロニモス2世のアテネ大主教着座式（アテネの生神女福音大聖堂にて）
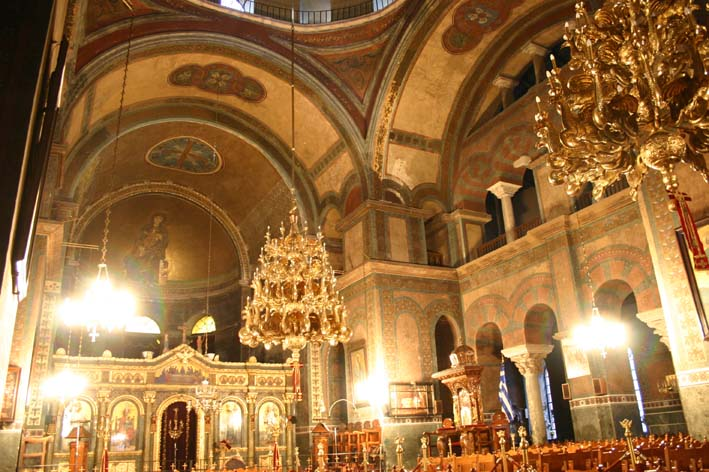
テッサロニキのアギア・ソフィア聖堂の内観。貴重なイコンや壁画が多く残されている。
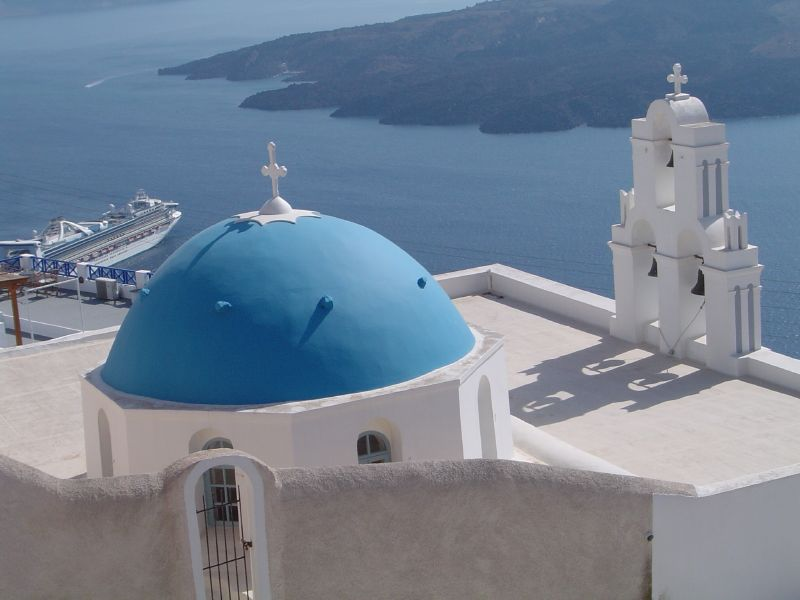
サントリーニ島の聖堂
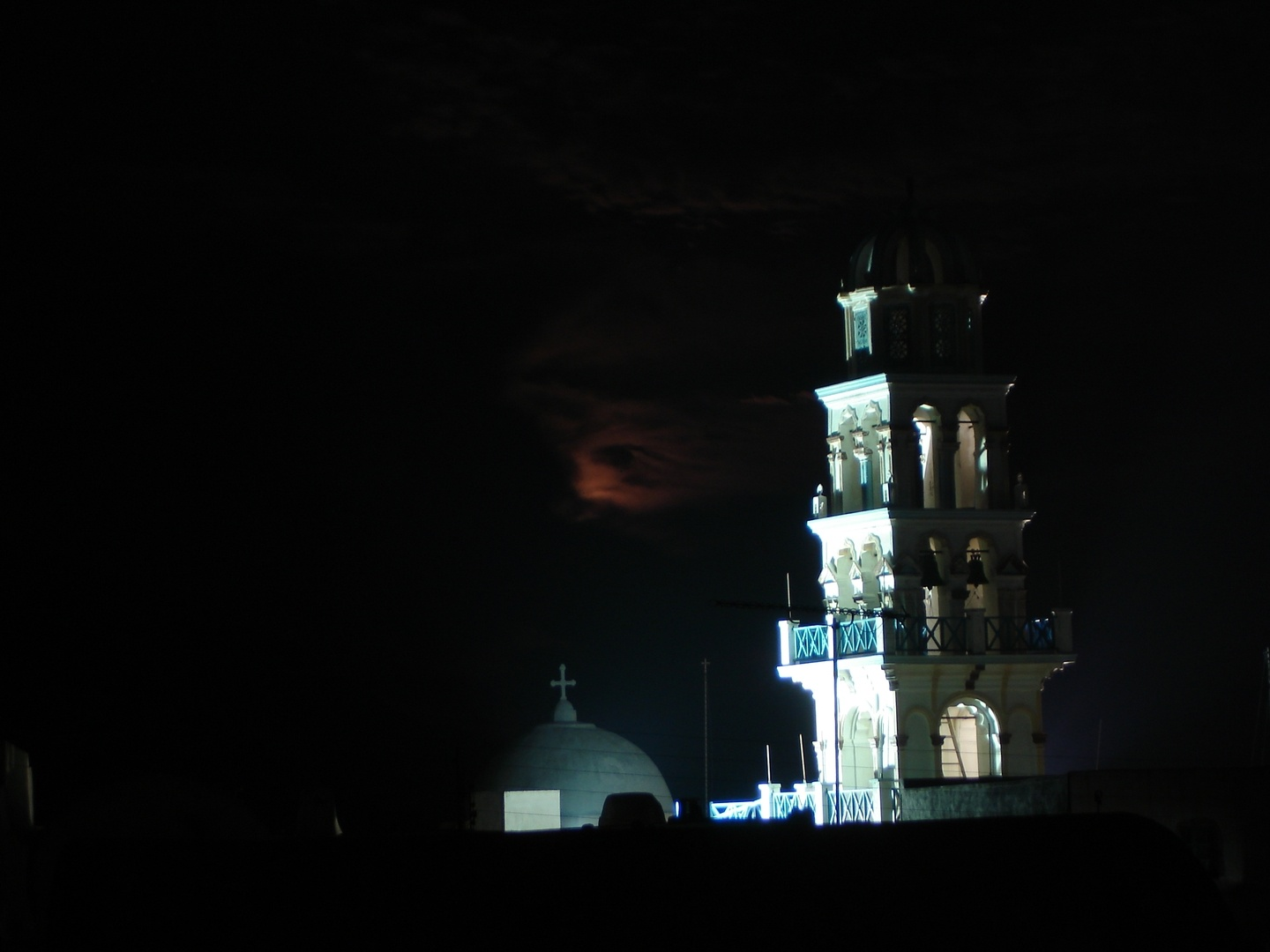
サントリーニ島のパナギア・メサニ聖堂
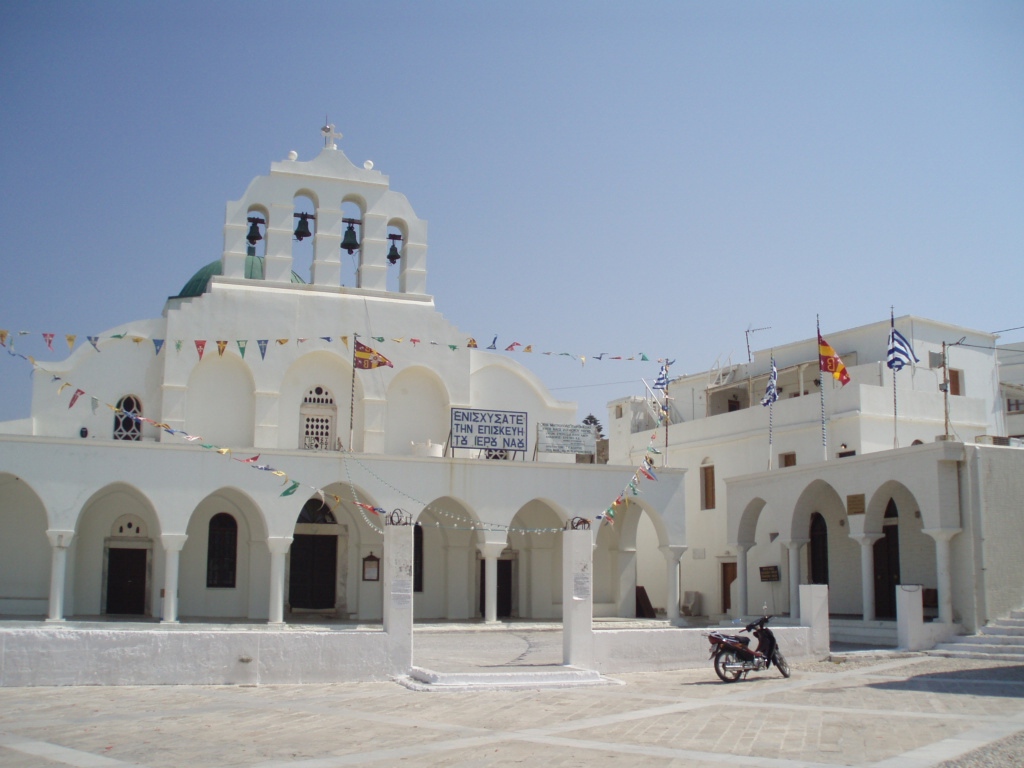
ナクソス島の府主教座教会
ギリシャ正教会の旗（双頭の鷲）

## 分類
- 正教会（ギリシャ正教、東方正教会） — 正教会の洗礼・聖体機密（聖体礼儀）を含む機密（秘蹟）は全ての正教会で有効。「ルーマニア正教会」「ロシア正教会」は組織名であり、一組織を信仰するかのような「ロシア正教を信仰する」「グルジア正教を信仰する」といった表現は誤りである。
  - 独立正教会（一部からの承認のみのものを含む）
    - アメリカ正教会
    - アルバニア正教会
    - アレクサンドリア教会（アレクサンドリア総主教庁）
    - アンティオキア教会（アンティオキア総主教庁）
    - ウクライナ正教会 (2018年設立)
    - エルサレム教会（エルサレム総主教庁）
    - キプロス正教会
    - ギリシャ正教会
    - グルジア正教会
    - コンスタンティヌーポリ教会（コンスタンティヌーポリ全地総主教庁）
    - セルビア正教会
    - チェコスロバキア正教会
    - ブルガリア正教会
    - ポーランド正教会
    - マケドニア正教会　一部のみその地位を承認。
    - ルーマニア正教会
    - ロシア正教会

  - 自治正教会（一部の承認のものも含む）
    - エストニア使徒正教会 — 一部のみその地位を承認。承認していない教会からは一教区扱い。
    - シナイ正教会
    - 正統オフリド大主教区 — 一部のみその地位を承認。承認していない教会からは一教区扱い。
    - 中国正教会 — 一部のみその地位を承認。承認していない教会からは一教区扱い。
    - 日本ハリストス正教会 — 一部のみその地位を承認。承認していない教会からは一教区扱い。
    - フィンランド正教会

  - 自主管理教会
    - アンティオキア正教会北米大主教区
    - ウクライナ正教会 (モスクワ総主教庁系)
    - エストニア正教会 — ロシア正教会の自主管理教会。
    - 在外ロシア正教会
    - モルドバ正教会
    - ラトビア正教会
    - 他